# Тоница, Николае
Николае Тоница (рум. Nicolae Tonitza, 13 апреля 1886, Бырлад — 27 февраля 1940, Бухарест) — румынский художник, график, литограф, мастер художественной керамики, журналист и критик в области искусства. Один из крупнейших представителей и пропагандистов модернизма в румынской культуре.

## Жизнь и творчество
В 1902 году Н.Тоница поступает в Национальную художественную школу в Яссах (ныне — Университет искусств им. Джордже Энеску), где занимается под руководством Георге Поповичи и Эманоила Бардасаре. В следующем году он, совместно со студентами-археологами Бухарестского университета, совершает путешествие в Италию. К этому периоду относятся зарисовки Н.Тоницы стен собора Грозешти в Яссах.
В 1908 году художник приезжает в Мюнхен и поступает там в местную Академию искусств. Тогда же он начинает публиковать в прессе (в Furnica) свои политические карикатуры и критические статьи в области искусства (в Arta Română). Последующие три года Н.Тоница проводит в Париже, где посещает художественные студии и мастерские, и заводит знакомство с известными французскими живописцами.
В 1911 году Н. Тоница возвращается в Румынию, сначала в Бырлад, затем перебирается в Яссы. После возвращения на родину мастер работает в области монументальной живописи — он пишет фрески в ряде церквей румынской Молдовы. В 1913 году Н.Тоница вступает в брак с Екатериной Климеску. Н. Тоница занимается также преподаванием рисунка и издательской деятельностью, выпуская совместно с Чезаре Петреску газету Iaşul. Согласно воспоминаниям современников, Iaşul поддерживала Консервативную партию Румынии и выступала против вступления своей страны в Первую мировую войну. После того, как Румыния в 1916 году выступила в войне на стороне Антанты, Н.Тоница был мобилизован и, участвуя в сражении при Тутракая, попал в плен к болгарской армии. Находясь в лагере для военнопленных, заболел малярией и ревматизмом. Был освобождён и вернулся на родину в 1918 году.
В 1920-е годы Н.Тоница был членом художественной группы Arta Română. Война и плен повлияли на политические взгляды художника. Теперь он печатает карикатуры и статьи на социальные темы, острой политической направленности в таких изданиях, как Socialismul (официальном органе Социалистической партии Румынии), Гиена (Hiena), Рампа (Rampa), коммунистическом Clopotul. Публицистические работы Н.Тоницы вызывали острые политические дискуссии, а также полемику по вопросам социального и культурного развития страны. Н.Тоница был в близких, дружеских отношениях с писателем и активистом левого движения Гала Галактионом, книгу которого O lume nouă он иллюстрирует в 1919 году и портрет которого пишет в 1920. Выпущенный в 1920 году каталог работ Н.Тоницы редактировал известнейших румынский поэт и художественный критик Тудор Аргези. В 1921 году художник начинает увлекаться керамикой, он рисует прототипы изделий для керамической фабрики, а затем организует выставку таких изделий. Затем некоторое время живёт и работает в городке Вэлени-де-Мунте.
В 1922 Н.Тоница начинает выпускать журнал в области искусства Artele Frumoase, и в том же году совершает поездку по Трансильвании. В том же году он выступает на стороне художника Камиля Рессу в скандале, разгоревшемся вокруг дизайнерских работ последнего по заказу бухарестского Национального театра. В 1926 году Н.Тоница, вместе с Оскаром Ганом, Франциском Ширато и Штефаном Димитреску организует художественную Группу Четырёх (Grupul celor patru), в которой состоит до начала 1930-х годов. В 1925 в Бухаресте проходит выставка его работ, написанных в Вэлени-де-Мунте.
В 1931 году художник много работает как в Бухаресте, так и на побережье Чёрного моря, в Констанце. В это время ухудшается состояние его здоровья, подорванного из-за лишений, перенесённых в плену. После смерти Ш.Димитреску в 1933 году Н.Тоница принимает на себя руководство ясской Академией искусств.
Будучи человеком левых взглядов, Н.Тоница выступает за укрепление политических и культурных связей между Румынией и СССР. В мае 1935 года он становится одним из создателей Общества развития культурных связей Румынии и Советского Союза (Societatea pentru întreţinerea raporturilor culturale dintre România şi Uniunea Sovietică).
В 1937 году состояние здоровья художника резко ухудшилось. Скончался он тремя годами позднее. Похоронен в Бухаресте на кладбище Генча.
На художественное творчество Н.Тоницы, в первую очередь его графику — особое влияние оказали работы таких мастеров, как Оноре Домье, Кете Кольвиц, Штефан Лучиан и Франц Мазерель. Мастер работал в таких направлениях искусства, как импрессионизм, экспрессионизм и постимпрессионизм. Тематика его работ была самая разнообразная. Это и карикатуры, графика социального значения, и живописные пейзажи Добруджи, женские и детские портреты, натюрморты, изображения клоунов и др.

## Галерея

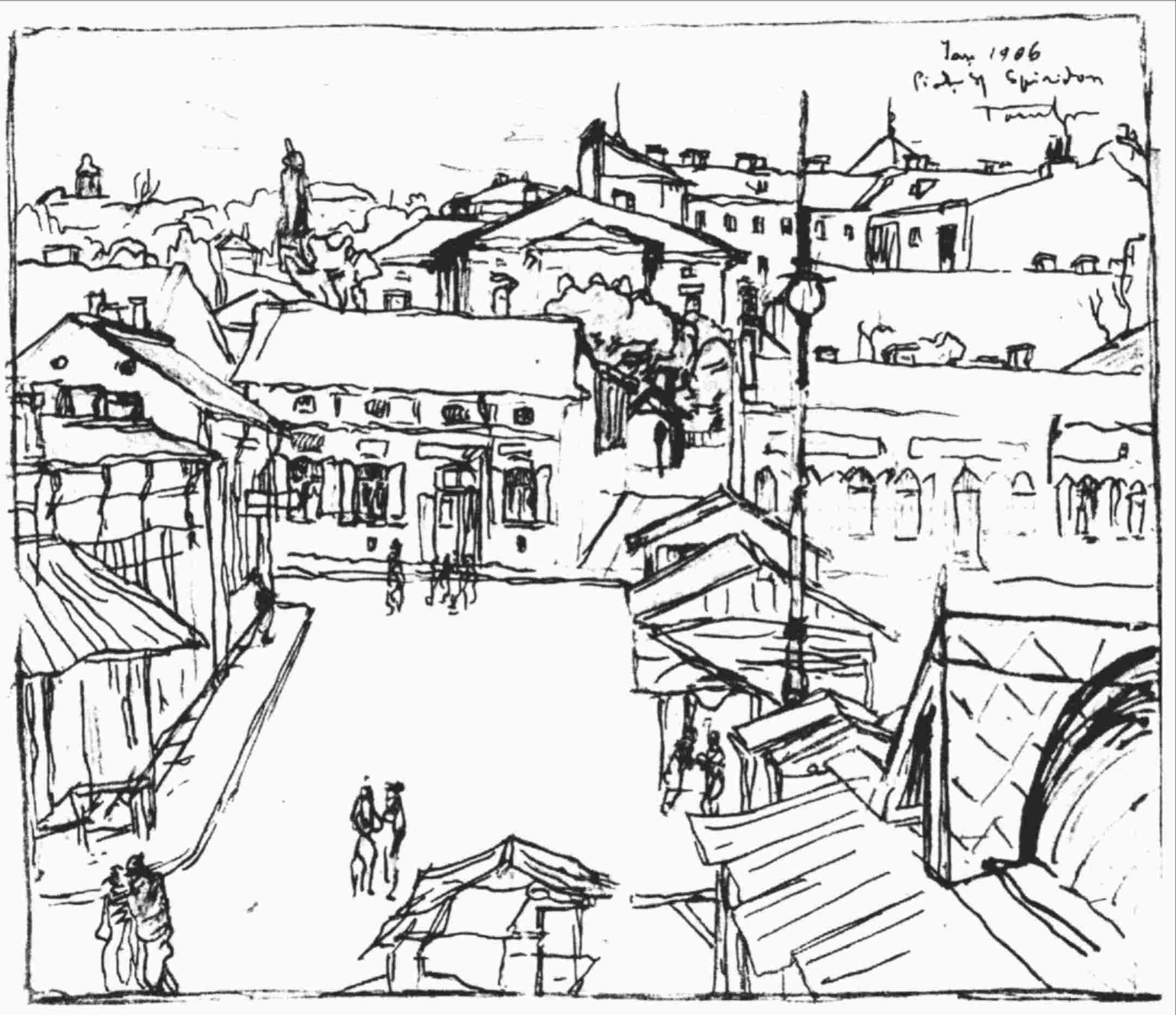
Площадь св. Спиридона в Яссах, (1906)
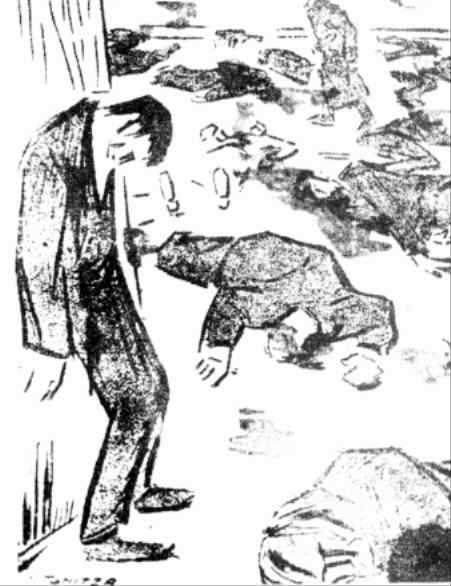
Карикатура (1919)
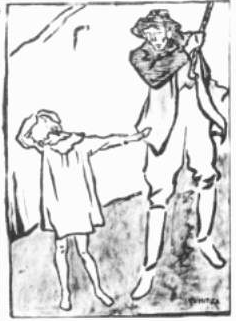
Карикатура (1920)
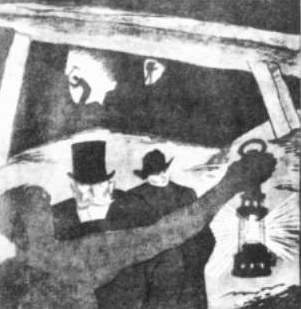
Карикатура (1922)
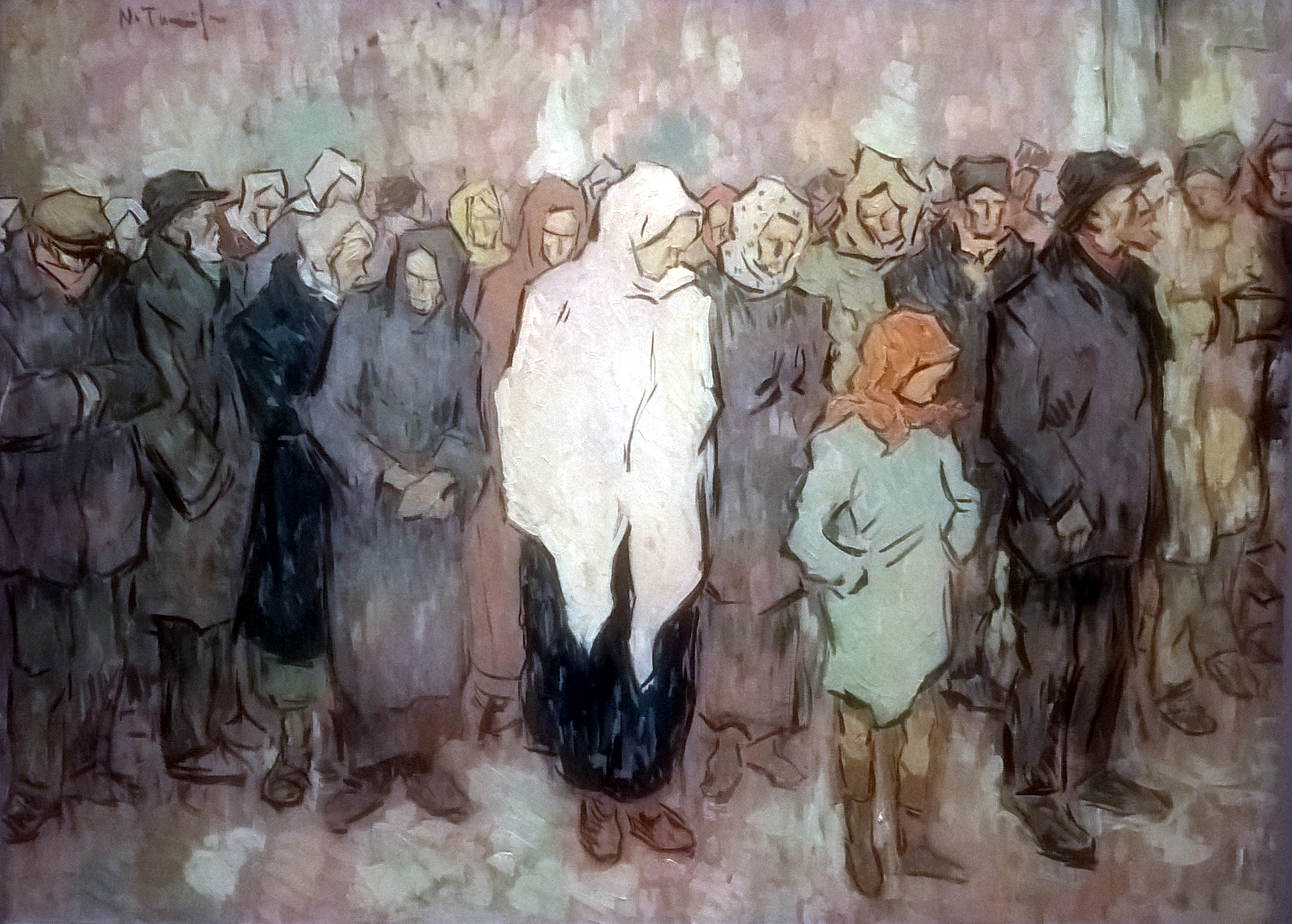
Очередь за хлебом (1920)
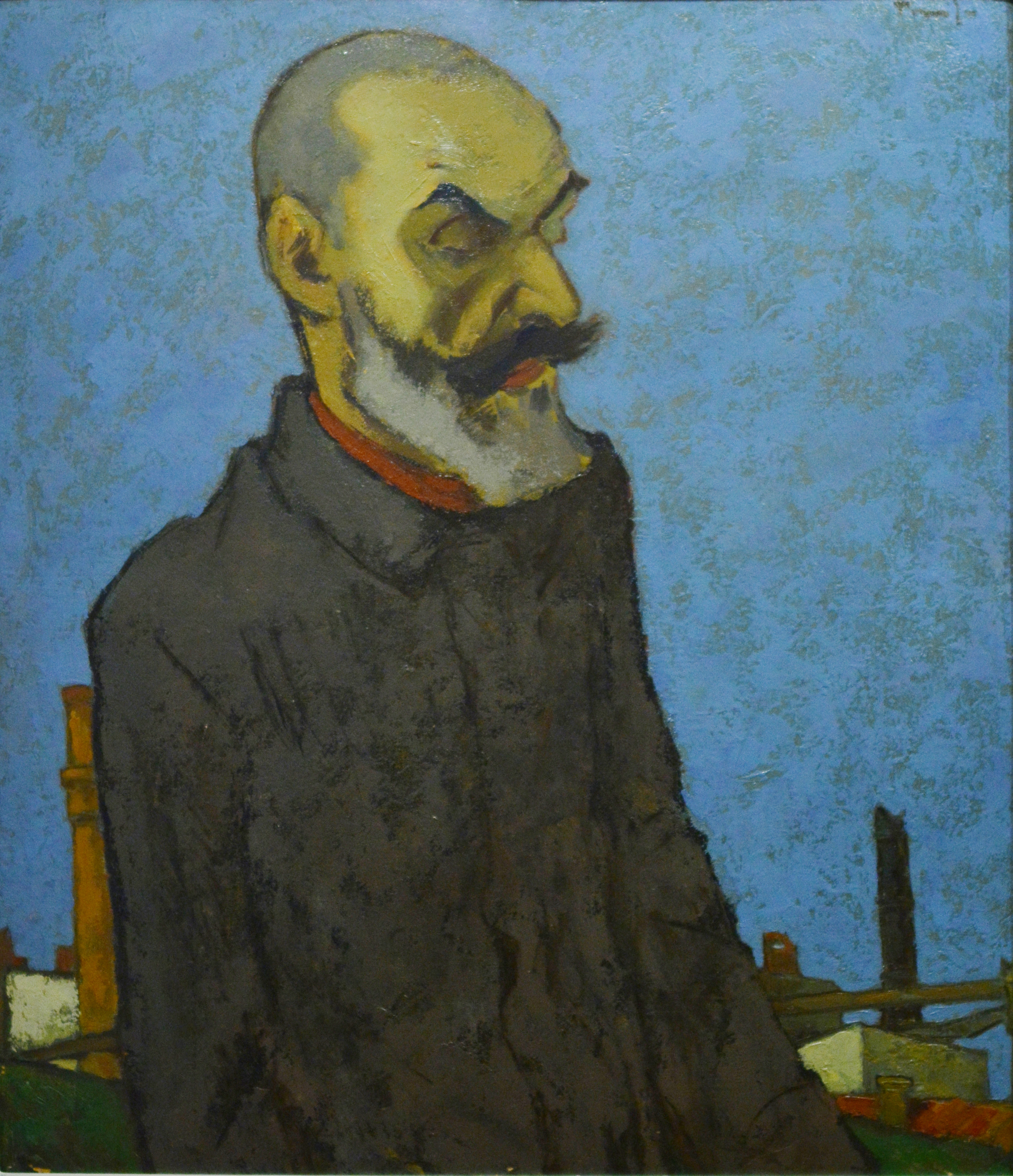
Человек Нового мира (портрет Гала Галактиона), (1920)
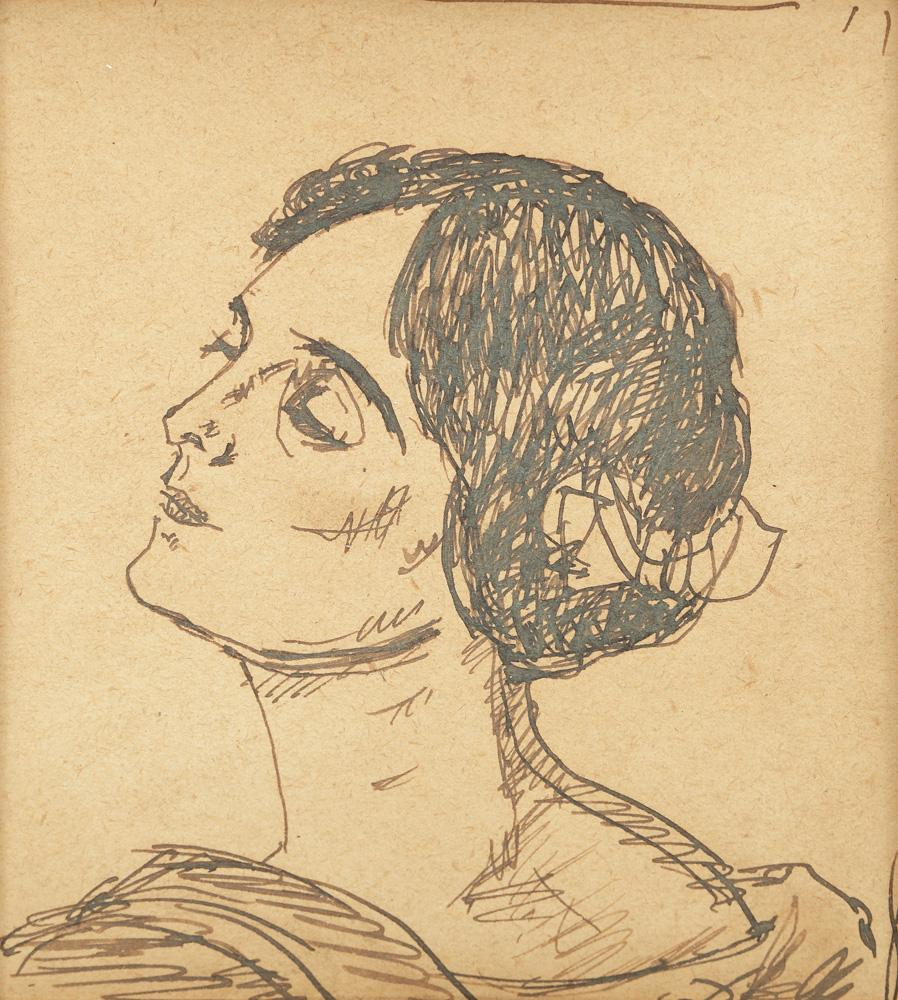
Портрет Екатерины (жены художника)
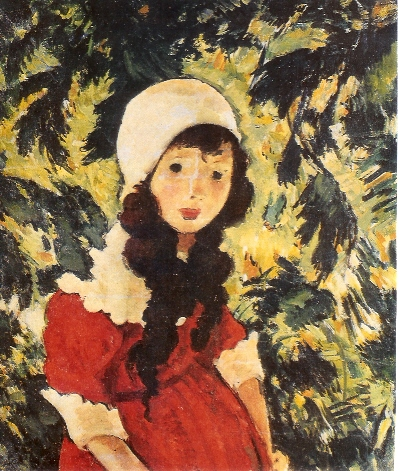
Дочь лесника (1924)
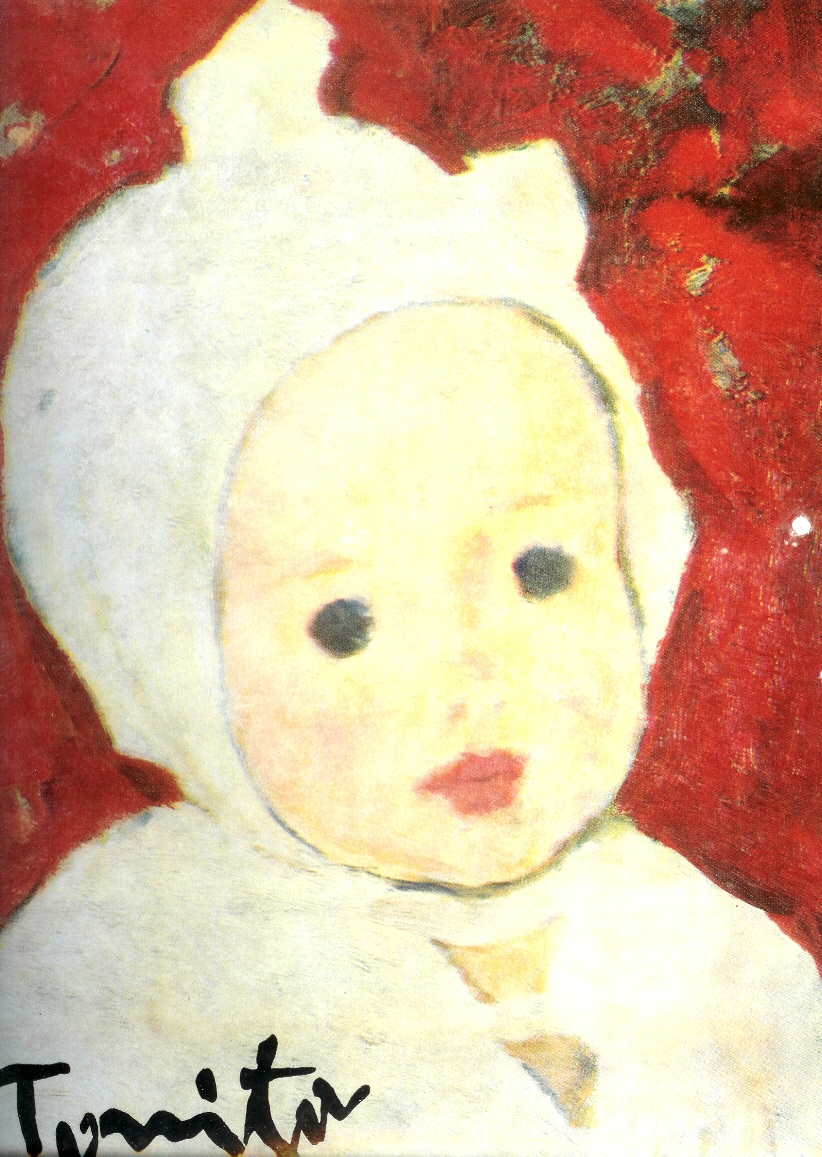
Детский портрет (1926)
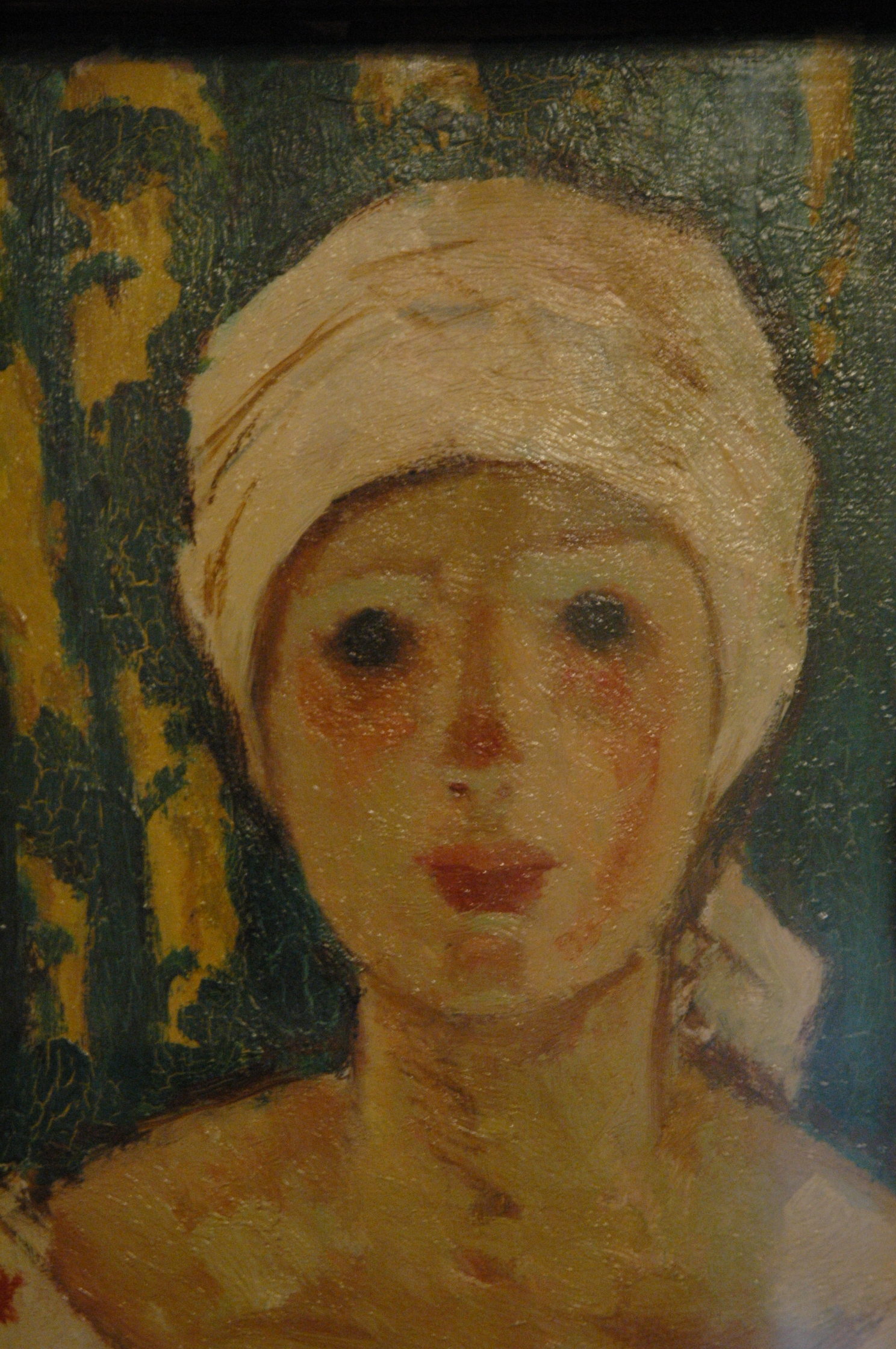
Портрет девочки (19xx)
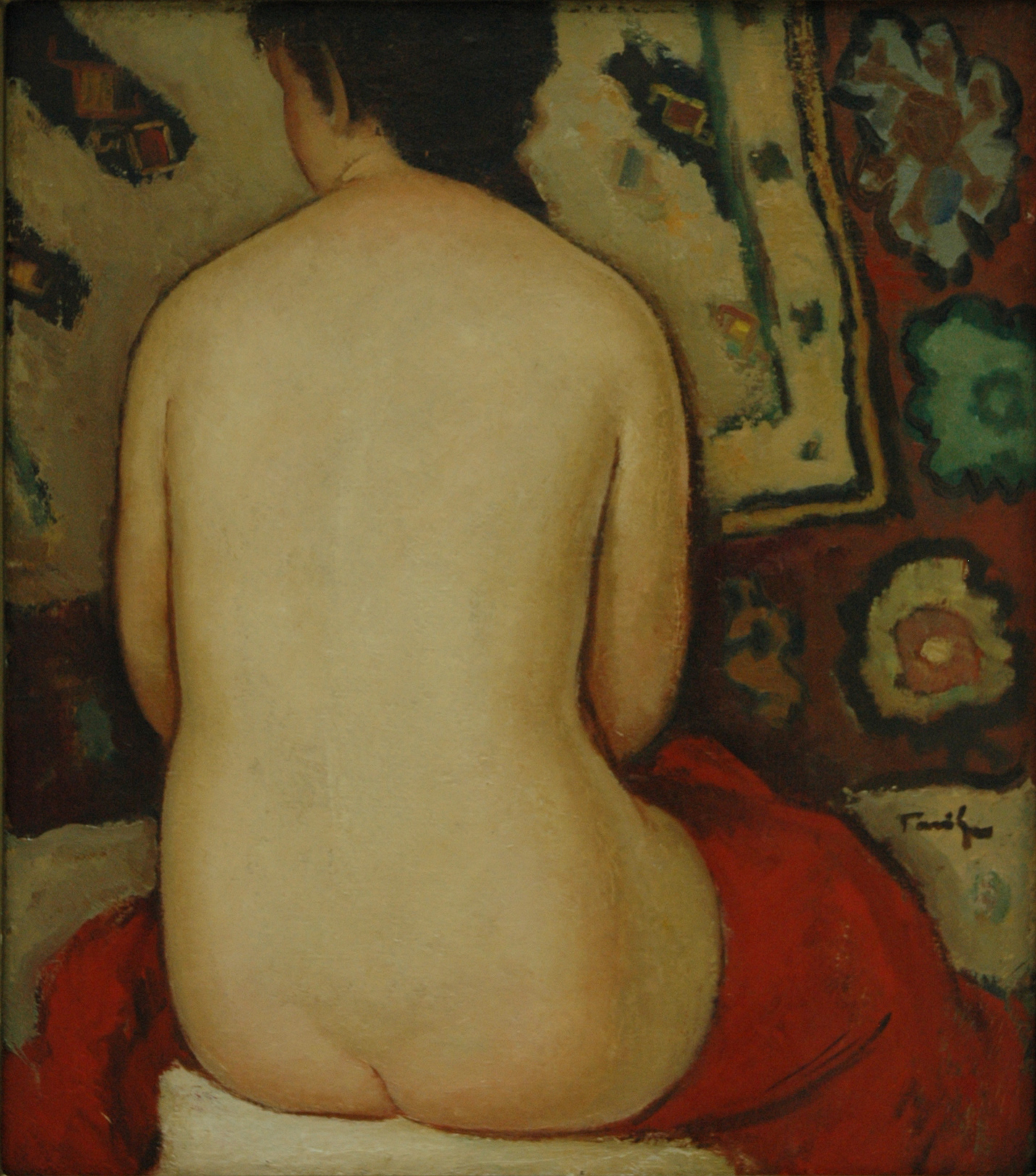
Обнажённая (1927)
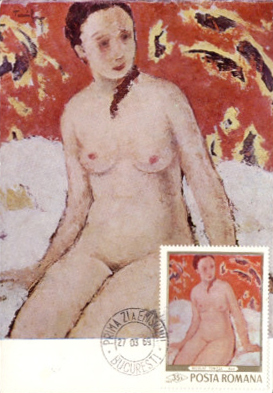
Ню (1969)
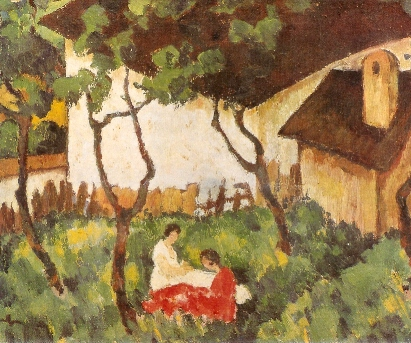
Сад в Вэлени (1926)
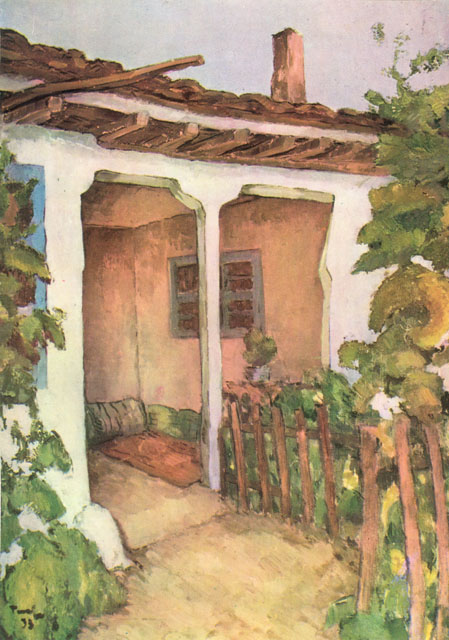
Дом в Добрудже
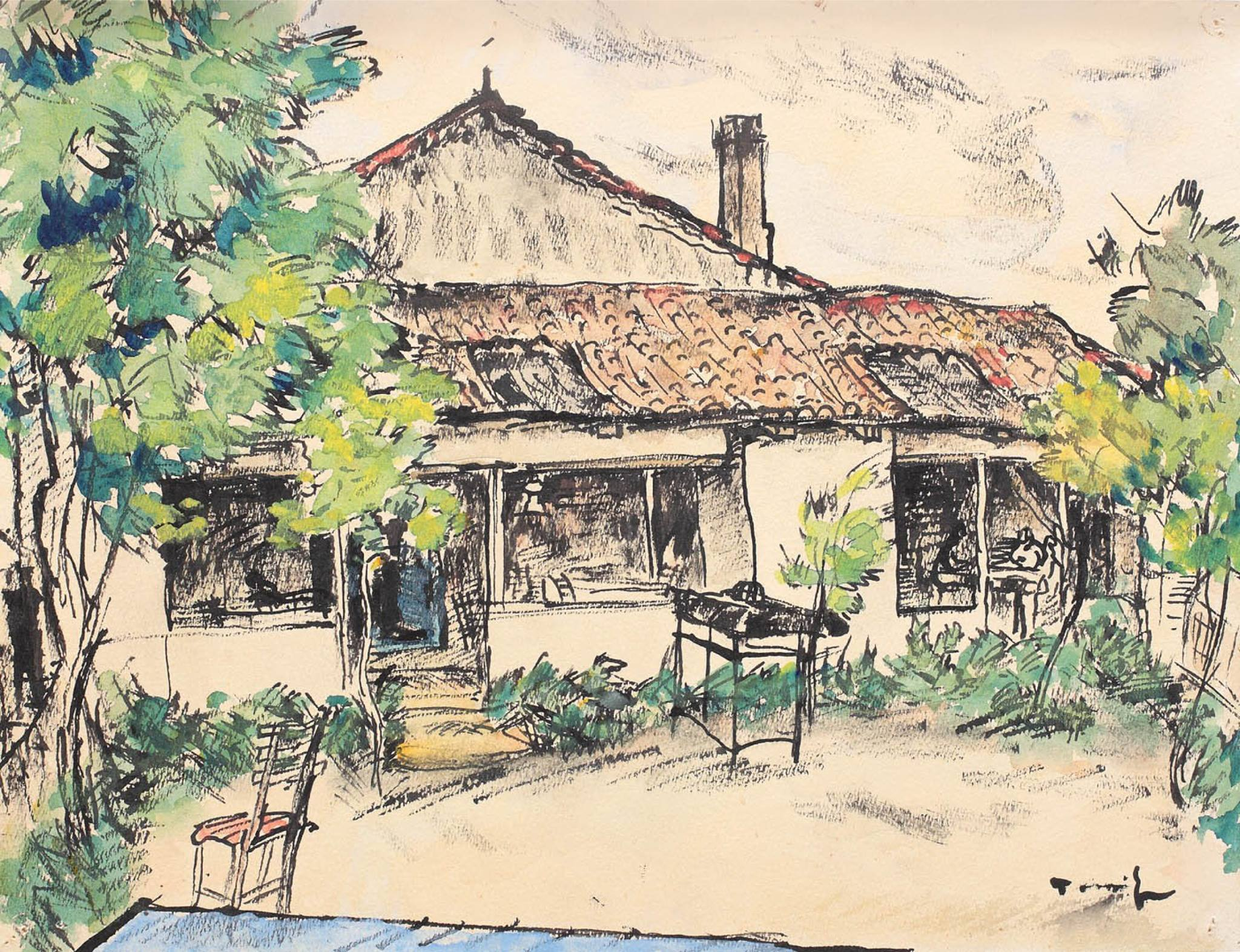
Двор в Мангалии
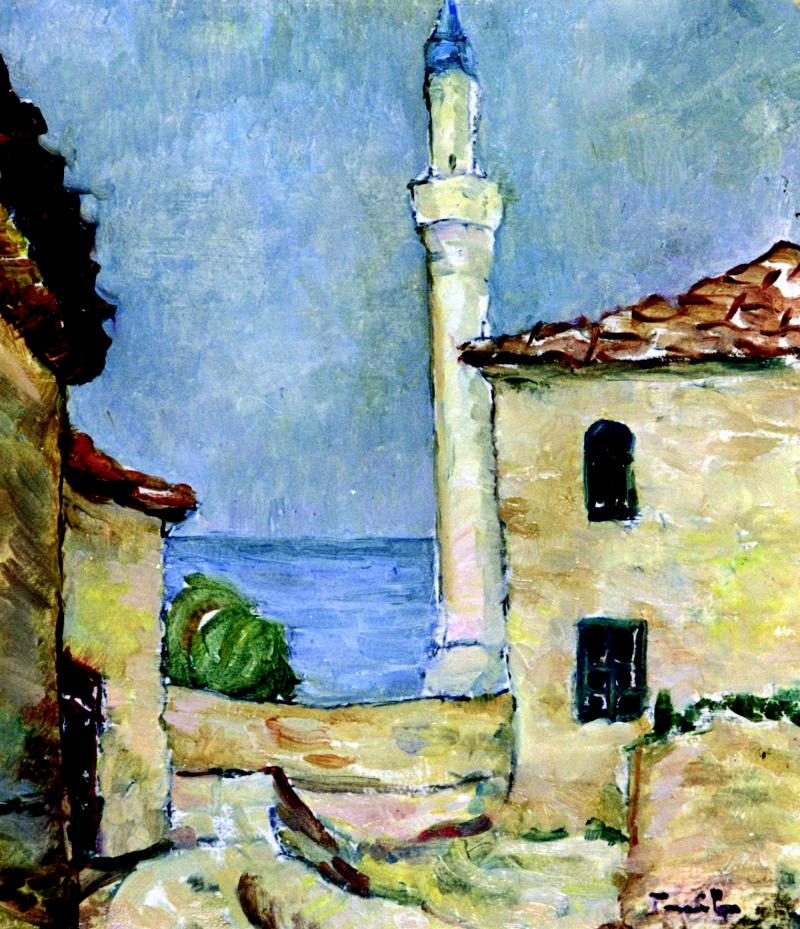
Маяк в Балчике